# 坎帕纳里奥
坎帕纳里奥，是西班牙埃斯特雷马杜拉巴达霍斯省的一个市镇。总面积257平方公里，总人口5694人（2001年），人口密度22人/平方公里。